# Brenda en Wendi Turnbaugh
Wendi Lou en Brenda Lea Turnbaugh werden geboren op 13 augustus 1977 in Los Angeles, Californië. Van 1978 tot 1982 speelden zij Grace Ingalls in Little House on the Prairie. 
Tegenwoordig is Brenda getrouwd met Adam Weatherby en heeft twee kinderen, Conner (geboren in 2002) en Dana (geboren in 2003). Wendi is getrouwd met Joshua Lee en heeft twee kinderen, Tobey (geboren in 2005) en Reagen (geboren in 2006).